# ジェームズ・グレゴリー (俳優)
ジェームズ・グレゴリー（James Gregory, 1911年12月23日 - 2002年9月16日）は、アメリカ合衆国の俳優。

## 来歴
ブロンクス区で生まれニューロシェルで育った。高校では演劇部の部長を務め、高校卒業後の1929年からはウォール街で株式仲買人として働いていたが、1935年に俳優に転身し1939年にブロードウェイでデビューした。その直後に第二次世界大戦が勃発し、彼自身もその間アメリカ海軍とアメリカ海兵隊に3年間の兵役に服したため俳優業を休止した。終戦後に俳優業を再開し、フィルムノワールなどにも数多く出演した。
その後は舞台のほか多くの映画、テレビドラマに出演しアメリカで大活躍した。日本では『続・猿の惑星』でのウルサス役やテレビドラマのゲストなどでよく知られている。
2002年9月16日、アリゾナ州のセドナで老衰により死去した。

## 主な出演作品

### 映画
- 裸の町 The Naked City (1948)※クレジットなし
- フロッグメン The Frogmen (1951)※クレジットなし
- 夕暮れのとき Nightfall (1957)
- 孤独の青春 The Young Stranger (1957)
- 影なき狙撃者 The Manchurian Candidate (1962)
- ニューマンという男 Captain Newman, M.D. (1963)
- 魚雷艇109 PT 109 (1963)
- 生きる情熱 A Rage to Live (1964)
- エルダー兄弟 The Sons of Katie Elder (1965)
- サイレンサー/沈黙部隊 The Silencers (1966)
- サイレンサー第2弾/殺人部隊 Murderers' Row (1966)
- サイレンサー第3弾/待伏部隊 The Ambushers (1967)
- 脱走大作戦 The Secret War of Harry Frigg (1968)
- 続・猿の惑星 Beneath the Planet of the Apes (1970)
- 新・ガンヒルの決闘 Shoot Out (1971)
- あひる大旋風 The Million Dollar Duck (1971)
- 世界最強の男 The Strongest Man in the World (1975)
- メーン・イベント The Main Event (1979)

### TV
- ミステリー・ゾーン<遠い道> The Twilight Zone : The Passersby (1961)
- ブレーキング・ポイント Breaking Point (1964)
- 0088/ワイルド・ウエスト The Wild Wild West (1965)
- 宇宙大作戦<悪魔島から来た狂人> Star Trek : Dagger of the Mind (1966)
- 逃亡者 #98　The Fugitive: Wine is Traitor(1966) (ピート・クランダル)
- 鬼警部アイアンサイド Ironside (1967-1973)
- ハワイ5-0 Hawaii Five-O (1968-1969)
- スパイ大作戦<殺し屋を消せ!> Mission: Impossible (1972)
- 刑事コロンボ Columbo
  - <死の方程式> Short Fuse (1972)
  - <アリバイのダイヤル> The Most Crucial Game (1972)
- テレビ映画版三十四丁目の奇蹟 Miracle on 34th Street (1973)
- 警部マクロード<ハワイ出動始末記> McCloud : A Cowboy in Paradise (1974)
- 事件記者コルチャック<骨髄を吸い取る宇宙の怪物体> Kolchak: The Night Stalker/They Have Been, They Are, They Will Be... (1974)
- ポリスストーリー Police Story (1974-1975)
- カムバック・キッド The Comeback Kid (1980)
- ゴールディとチャンピオン2 Goldie and the Boxer Go to Hollywood (1981)